# Văn Ngọc Tú
Văn Ngọc Tú (ur. 11 sierpnia 1987) – wietnamska judoczka. Dwukrotna olimpijka. Zajęła dziewiąte miejsce w Rio de Janeiro 2016 i siedemnaste w Londynie 2012. Walczyła w wadze ekstralekkiej.
Uczestniczka mistrzostw świata w 2007, 2010, 2011 i 2015. Startowała w Pucharze Świata w 2010, 2011, 2014 i 2015. Siódma na igrzyskach azjatyckich w 2010 i 2014. Brązowa medalistka mistrzostw Azji w 2011. Zdobyła pięć medali na igrzyskach Azji Południowo-Wschodniej w latach 2005-2013.

## Letnie Igrzyska Olimpijskie 2016
| Konkurencja | Eliminacje                | Eliminacje              | Klas. końcowa |
| Konkurencja | Przeciwnik I              | Przeciwnik II           | Miejsce       |
| ----------- | ------------------------- | ----------------------- | ------------- |
| 48 kg       | Valentina Moscatt (ITA) Z | Jeong Bo-kyeong (KOR) P | 9.            |

## Letnie Igrzyska Olimpijskie 2012
| Konkurencja | Eliminacje            | Klas. końcowa |
| Konkurencja | Przeciwnik I          | Miejsce       |
| ----------- | --------------------- | ------------- |
| 48 kg       | Sarah Menezes (BRA) P | 17.           |